# Alexander Kohout
Alexander (Alexandr) Kohout (* 15. prosince 1926, Praha) je český malíř, ilustrátor, grafik a sochař.

## Život
Alexander Kohout vystudoval Vysokou školu uměleckoprůmyslovou v Praze u profesora Josefa Kaplického. Kromě malířské a sochařské činnosti se zabýval též ilustrováním knih, především pro děti a mládež.

## Z knižních ilustrací
- Zinovij Davydov: Zajatci ledu a noci (1972).
- Arthur Conan Doyle: Kapitán Polární hvězdy (1985).
- Carit Etlar: Poslání náčelníka Svena (1974).
- Ivan Foustka: Planeta přeludů (1964).
- Agatha Christie: Karibské tajemství (1972).
- Béla Illés: Karpatská rapsódie (1973).
- Josef Kostohryz: melancholie (1991).
- Werner Legère: Sám mezi korzáry (1977).
- Boris Polevoj: Příběh opravdového člověka (1958) – frontispice.
- Alexandr Sergejevič Puškin: Pohádky (1949).